# Thorong La

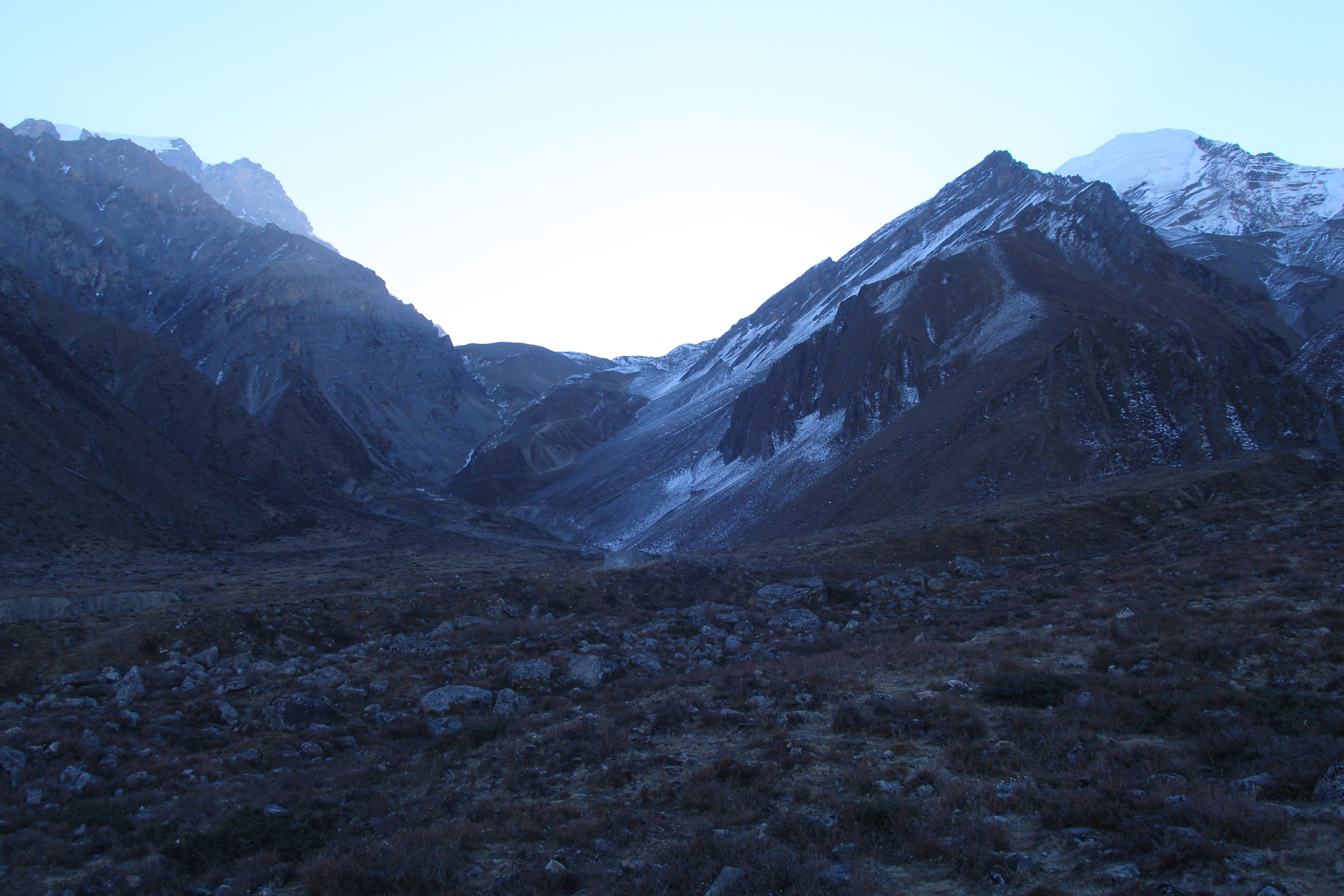
Thorong La

Thorong La (nebo také Thorung La) je průsmyk ve výšce 5416 m n. m. v Himálaji. Nachází se v Nepálu nedaleko masivu Annapúren. Průsmysk se nachází na stezce, která vede z vesnice Manang do kláštera Muktinath, případně vesnice Ranipauwa. Jde o nejvýše položené místo na treku Annapurna Circuit.